# Elza Soares, Baterista: Wilson das Neves
Elza Soares, Baterista: Wilson das Neves é o décimo álbum de estúdio da cantora e compositora brasileira Elza Soares e o primeiro e único em colaboração com o músico brasileiro Wilson das Neves, lançado em 1968 pela Odeon, com produção musical de Lyrio Panicali.

## Antecedentes
Em 1967, Elza gravou o álbum Elza, Miltinho e Samba com o cantor Miltinho, sua primeira colaboração da carreira. No ano seguinte, a cantora se juntou com o baterista Wilson das Neves, do grupo Os Ipanemas, e que já tinha passado por outras bandas de samba-jazz, como Os Gatos e Os Catedráticos.

## Gravação
Assim como títulos anteriores de Elza, a obra foi produzida pelo maestro Lyrio Panicali e com direção artística de Milton Miranda, além de orquestrações do maestro Nilsinho. O repertório é formado por regravações de sucessos da música brasileira, alguns deles até já gravados por Elza, como "Mulata Assanhada", "Se Acaso Você Chegasse", além de outras como "Garota de Ipanema" e "Saudade da Bahia".

## Lançamento e legado
Elza Soares, Baterista: Wilson das Neves foi lançado em 1968 pela Odeon em vinil e se tornou, ao longo dos anos, um dos títulos mais importantes da carreira de Elza Soares na década de 1960. Em 2022, o jornalista Flavio de Mattos chegou a afirmar que, na obra, "a cantora se apresenta em sua mais completa maturidade musical".
Em 2002, o álbum foi lançado pela primeira vez em CD a partir da série Odeon - 100 Anos de Música no Brasil, organizada por Charles Gavin. No ano seguinte, o álbum foi incluído na caixa de coleção Negra, com reedição de Marcelo Fróes, com a inclusão de 4 faixas bônus, singles avulsos da época.
Em 2015, 47 anos após o lançamento do álbum, Wilson das Neves e Elza Soares se reuniram em show ocorrido no Sesc Vila Mariana, em São Paulo, com o repertório do disco.
Em 2022, Elza Soares regravou "Balanço Zona Sul", uma das faixas do projeto, no álbum Elza ao Vivo no Municipal.

## Faixas
A seguir lista-se as faixas de Elza Soares, Baterista: Wilson das Neves:
Lado A
1. "Balanço Zona Sul"
2. "Deixa Isso Prá La"
3. "Garôta De Ipanema"
4. "Edmundo = In The Mood"
5. "O Pato"
6. "Copacabana"

Lado B
1. "Teleco Teco Nº 2"
2. "Saudade Da Bahia"
3. "Samba De Verão"
4. "Se Acaso Você Chegasse"
5. "Mulata Assanhada"
6. "Palhaçada